# Molly Dunsworth
Molly Kathleen Dunsworth, conosciuta come Molly Dunsworth (Halifax, 25 maggio 1990), è un'attrice canadese.

## Biografia
Figlia dell'attore John Dunsworth è nata e cresciuta in Nuova Scozia (Canada), debutta sul grande schermo ad appena 10 anni nel film Deeply in cui interpreta il ruolo della protagonista da bambina in alcune scene.
Dopo aver terminato gli studi inizia ad interpretare ruoli in serie e film per la televisione, torna al cinema nel 2011 interpretando il ruolo della protagonista in Hobo with a Shotgun al fianco di Rutger Hauer.

## Filmografia

### Cinema
- Deeply, regia di Sheri Elwood (2000)
- Treevenge, regia di Jason Eisener – cortometraggio (2008)
- Hobo with a Shotgun, regia di Jason Eisener (2011)
- Room Service, regia di Glen Matthews – cortometraggio (2012)
- Septic Man, regia di Jesse Thomas Cook (2013)
- Bunker 6, regia di Greg Jackson (2013)
- Trailer Park Boys: Don't Legalize It, regia di Mike Clattenburg (2014)
- Ingrid and the Black Hole, regia di Leah Johnston – cortometraggio (2016)

### Televisione
- La figlia del silenzio (The Memory Keeper's Daughter), regia di Mick Jackson – film TV (2008)
- The Tenth Circle, regia di Peter Markle – film TV (2008)
- Haven – serie TV, 11 episodi (2010-2015)
- Jesse Stone - Operazione Mosca, regia di Dick Lowry – film TV (2011)
- Mr. D – serie TV, episodio 1x07 (2012)
- Everyone's Famous – serie TV, episodi 1x01-2x09 (2013-2019)

## Doppiatrici italiane
Nelle versioni in italiano delle opere in cui ha recitato, Molly Dunsworth è stata doppiata da:
- Sara Giacopello in From